# Paul Marziniak
Paul Marziniak (* 5. Januar 1916 in Eickel oder in Wanne; † 3. Oktober 1978) war ein deutscher Politiker (SPD). Er war von 1954 bis 1970 Mitglied des Landtags von Nordrhein-Westfalen.

## Leben
Paul Marziniak absolvierte nach Besuch der Volksschule eine Lehre als Dreher. In diesem Beruf war er bis 1937 tätig, als er zum Wehr- und anschließenden Kriegsdienst einberufen wurde. Er geriet in Kriegsgefangenschaft, aus der er 1945 entlassen wurde. 
Marziniak trat 1945 der SPD bei, seit 1948 war er in verschiedenen Parteiämtern auf Bezirks- und Kreisverbandsebene aktiv. Er wurde 1948 Stadtverordneter in Wanne-Eickel, ab 1952 als SPD-Fraktionsvorsitzender. Von 1953 bis 1956 war er Mitglied der Landschaftsversammlung Westfalen-Lippe. Marziniak wurde von der dritten bis zur sechsten Wahlperiode als Direktkandidat im Wahlkreis 99 bzw. 102 (Wanne-Eickel) in den nordrhein-westfälischen Landtag gewählt, er war Abgeordneter vom 13. Juli 1954 bis 25. Juli 1970.